# Future Leaders Exchange
Future Leaders Exchange (FLEX) ist ein Schüleraustauschprogramm des U.S. Department of State, das durch Stipendien aus Mitteln des Freedom Support Act finanziert wird. Es bietet Schülern der Oberstufe (im Alter von 15 bis 19 Jahren) einen einjährigen Aufenthalt in einer Gastfamilie der USA und den Besuch einer Highschool. Es richtet sich an Schüler aus der früheren Sowjetunion (ab 2015 auch der baltischen Staaten). Dazu gehörten anfangs auch Armenien, Aserbaidschan, Georgien, Kasachstan, Kirgisistan, Moldawien, Polen, Tadschikistan, Turkmenistan und die Ukraine. Ziel des Programms ist es, die Führungsqualitäten und interkulturelle Kompetenz zu entwickeln.
Bei dem intensiven Wettbewerb um die Stipendien erhalten etwa 2 % der Bewerber ein Stipendium.

## Geschichte
Das Austauschprogramm wurde 1992 ins Leben gerufen. Der frühere Senator Bill Bradley war der Überzeugung, es sei der beste Weg zur Sicherung des Friedens und des gegenseitigen Verständnisses zwischen Eurasien und der USA, jungen Menschen die Möglichkeit zu geben Demokratie aus erster Hand durch eigene Erfahrung kennenzulernen. Seit Beginn des Programms im Jahre 1993 haben mehr als 18.000 Schüler aus 12 Ländern am Austauschprogramm teilgenommen.
Am 1. Oktober 2014 zog sich Russland aus dem Programm zurück. Russische Schüler durften das Programm beenden, in der Folgezeit wurden die frei gewordenen Plätze Schülern aus der Ukraine und anderen Ländern angeboten.

## Finanzierung
Das FLEX-Programm ist für alle Teilnehmer kostenlos und umfasst die folgenden Leistungen:
- Reise in die USA und Rückreise
- Teilnahme am Vorbereitungskurs
- Unterkunft in amerikanischen Familien für ein Studienjahr
- Besuch einer amerikanischen High-School;
- Krankenversicherung für die Behandlung von Krankheiten während der Teilnahme am Programm, mit Ausnahme von Vorerkrankungen und Zahnpflege
- Monatliches Stipendium in Höhe von $ 125, damit die Schüler im öffentlichen Leben teilnehmen können;
- einmalige finanzielle Unterstützung von 300 $ für notwendige Anschaffungen wie etwa Schulbücher
- Das Programm bietet auch Unterstützung für die Teilnehmer während des ganzen Jahres.

Das Programm deckt nicht die folgenden Kosten ab:
- Kosten im Zusammenhang mit Pässen und anderen Formalitäten
- Persönliche Ausgaben
- Kosten für zusätzliches Gepäck
- Telefongespräche und Internetkosten

## Lebensverhältnisse in den USA
Die Schüler leben in amerikanischen Familien, die sie auf freiwilliger Basis ohne Entschädigung aufnehmen. Die Auswahl der Gastfamilie ist ein langwieriger Prozess. Auch die Aufnahmeorganisationen sind für die Familie und die Zulassung von Studenten an US-Schulen verantwortlich. Die meisten ausgewählten Gastfamilien weisen die folgenden Merkmale auf:
- Zwei von fünf Familien sind im Mittleren Westen
- Ein Drittel der Gastfamilien sind in Michigan, Texas, Kalifornien, Wisconsin und Washington
- meist Kaukasier
- Die Gasteltern in der Regel 35–50 Jahre alt
- Die Gasteltern sind im Alter von 27 bis 60+ Jahren
- Die Familien gehören zur Mittelschicht
- Meist sind beide Elternteile berufstätig
- 25 % haben keine Kinder oder erwachsene Kinder, die das Haus verlassen haben
- 75 % haben Kinder (26 % mindestens ein Kind unter 18 Jahren, 39 % eines oder mehrere Kinder im Alter von 14 bis 17 Jahren, 22 % eines oder mehrere Kinder im Alter von 10 bis 13 Jahren, 13 % eines oder mehrere Kindern unter 10 Jahren)
- Die Familien leben meist im ländlichen oder vorstädtischen Umfeld
- Viele Gastfamilien besuchen regelmäßig den Gottesdienst und bekennen sich zum Christentum;
- Einige Familien sind alleinerziehend
- Die Schüler müssen die Regeln aller Familienmitglieder befolgen
- Die Schüler haben keine Gäste, und es wird erwartet, dass familiäre Verpflichtungen erfüllt werden
- Die Schüler müssen die Regeln für die Nutzung von Telefon und Internet einhalten, die in den Familien üblich sind

## Kündigung des Programms durch Russland
Im Oktober 2014 kündigte die russische Regierung eine zweijährige Pausierung der Teilnahme an, aber später teilte die Zeitschrift Kommersant nach Quellen aus dem Außenministerium Russlands mit, das Programm werde ganz eingestellt. Mehr als 3.000 Schüler baten in einer Onlinepetition die russische Regierung um Wiederaufnahme des Programms. Grund für die Beendigung des Programms war, so der Beauftragte für die Rechte des Kindes der russischen Regierung, Pavel Astakhov, dass ein 17-jähriger Schüler nicht aus den USA zurückkehren wollte. Er war im Rahmen des Austauschprogramms nach Michigan gegangen. Im Frühjahr 2014, nach Ende des Programmes, weigerte er sich, nach Russland zurückzukehren, er bekannte sich offen zu seiner homosexuellen Orientierung und bat um vorgezogene Anerkennung seiner Volljährigkeit, mit der er das Recht hätte, seinen Aufenthaltsort frei zu wählen und zu seiner Sicherheit als Homosexueller in den USA um Asyl zu bitten. Russland warf den USA vor, sich zu wenig um das Wohl der Austauschschüler zu kümmern und betonte, die Statuten sähen die Rückkehr vor. Der Fall war in russischen Medien teilweise verzerrt dargestellt worden. Nach Darstellung amtlicher Stellen der USA hatte der Junge schon vorher seine sexuelle Orientierung erkannt, ein homosexuelles Paar kennengelernt und um Hilfe gebeten.